# Hidrografía de Colombia
La hidrografía de Colombia es de las más ricas del mundo. Sus principales cursos de agua son los ríos Magdalena, Amazonas, Cauca, Guaviare, Putumayo y el Caquetá.

## Vertientes hidrográficas
En Colombia, los ríos se ubican dentro de cinco vertientes hidrográficas: La del Caribe, del Pacífico, del Amazonas, del Orinoco y del Catatumbo.

### Vertiente del mar Caribe

Vertiente del Caribe.

La vertiente de la región Caribe (vertiente del océano Atlántico) cuenta con una extensión de 363.878 km² y está formada por las siguientes cuencas:
- Cuenca del sistema río Magdalena-río Cauca (270.000 km²);
- Cuenca del río Atrato (45.000 km²);
- Cuencas de las sierras Nevada de Santa Marta y la Guajira (30.000 km²);
- Cuenca del río Sinú (17.000 km²);

### Vertiente del Océano Pacífico

Vertiente del Pacífico.

Los ríos de la vertiente de la región del Pacífico (vertiente del océano Pacífico) y sus afluentes suman cuencas de 88.000 km² en total. Está formada por las siguientes cuencas: 
- Cuenca del río Patía (24.000 km²)
- Cuenca del río San Juan (20.000 km²)
- Cuenca del río Mira (11.000 km²)
- Cuenca del río Baudó (8.000 km²)
- Otras cuencas menores, incluidas las del Micay y Guapi (25.000 km²)

### Vertiente de la región Orinoco

Vertiente de la Orinoquía.

Los ríos de la vertiente de la región de la Orinoquía poseen 328.000 km², y está formada por las siguientes cuencas:
- Cuenca del río Guaviare (140.000 km²)
- Cuenca del río Meta (112.000 km²)
- Cuenca del río Vichada (26.000 km²)
- Cuenca del río Tomo (20.000 km²)
- Cuenca del río Arauca (parte colombiana) (8.000 km²)
- Otras cuencas menores (22.000 km²)

La vertiente hidrográfica de la Orinoquía incluye grandes ríos como el río Orinoco, el Guaviare, el Meta, el Inírida y otros más pequeños como el Tomo y el Vichada. La mayor parte de los ríos de esta vertiente nacen en la cordillera oriental y descienden a la llanura donde se explayan y generan amplias zonas de inundación.

### Vertiente de la región del Amazonas

Vertiente de la Amazonía.

Es la mayor vertiente del mundo y a Colombia le corresponde cerca de 332.000 km², y está formada por las siguientes cuencas:
- Cuenca del río Caquetá (200.000 km²)
- Cuenca del río Putumayo (parte colombiana) (79.000 km²)
- Cuenca del río Vaupés (parte colombiana) (38.000 km²)
- Otras cuencas menores (53.000 km²)

### Vertiente de la región del Catatumbo

Vertiente del Catatumbo.

La vertiente de la región del Catatumbo con 18.700 km², vierte en el lago de Maracaibo, con las siguientes cuencas: 
- Cuenca del río Zulia (Parte colombiana) (4.800 km²)
- Cuenca del río Sardinata (3.400 km²)
- cuenca del río Magdalena (250 000 km²)

Su cuenca es selvática pero de gran riqueza de flora y fauna. Los ríos más importantes de esta vertiente son el Zulia, río de Oro, Tarra, Sardinata, Táchira, Cucutilla, San Miguel y Presidente.

## Centros hidrográficos

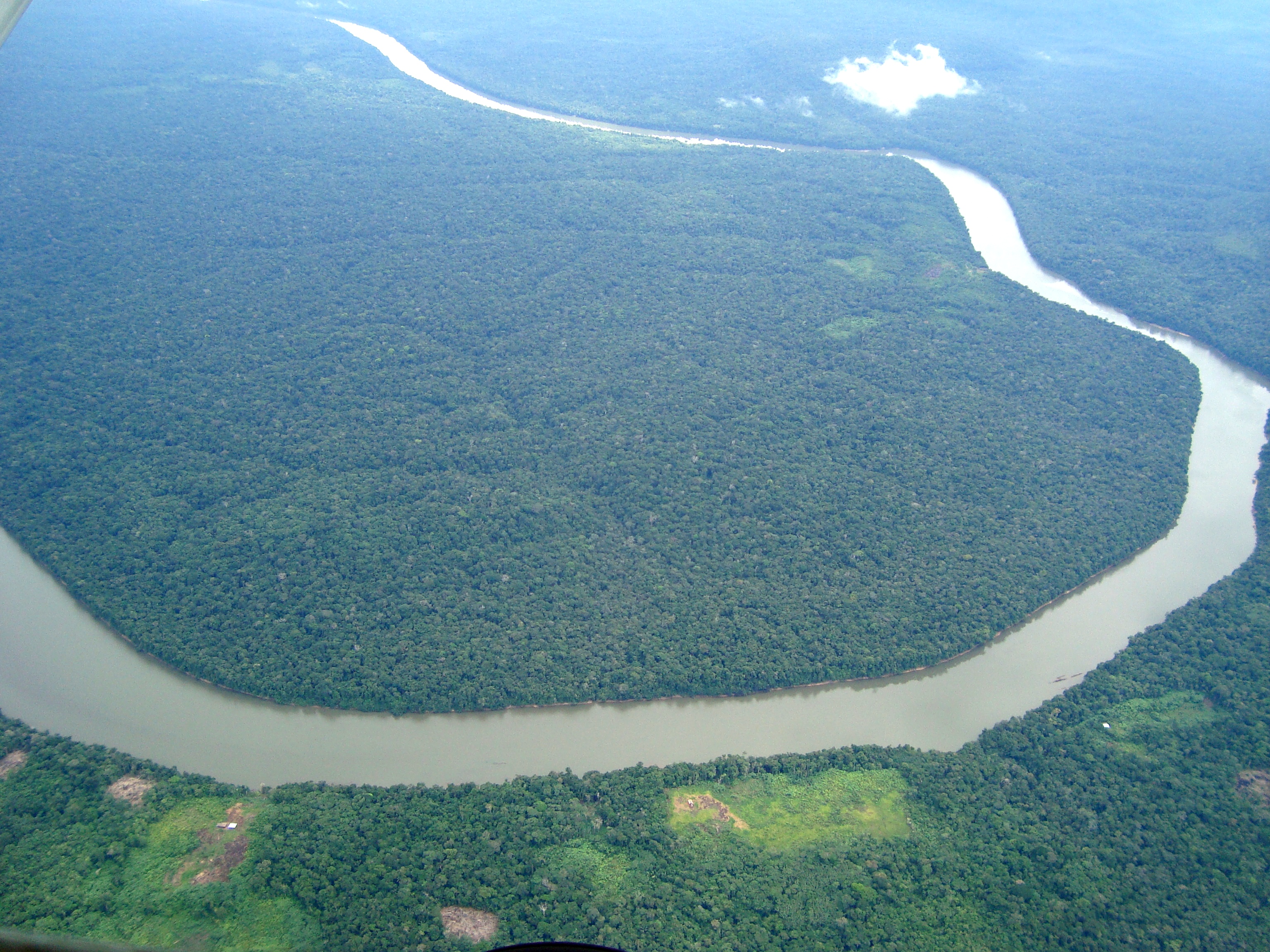
Río de la Amazonía.

En los picos de las montañas se dan los pisos bioclimáticos Glacial (nieves perpetuas, zonas nevadas o niveles), Páramo y Alto-andino, los cuales coinciden aproximadamente con los pisos morfogénicos de la alta montaña: glaciar, periglaciar, modelado glaciar heredado y montaña alto-andina inestable. De estos provienen las principales fuentes de agua dulce, encontrados en la cordillera de los Andes y de la Sierra Nevada de Santa Marta. Estos centros hidrográficos son el Macizo Colombiano, el Nudo de los Pastos, el Cerro de Caramanta, el Nudo de Paramillo, el Páramo de Sumapaz, el Páramo de Guachaneque, el Nudo de Santurbán y los nevados y páramos de la Sierra Nevada de Santa Marta.

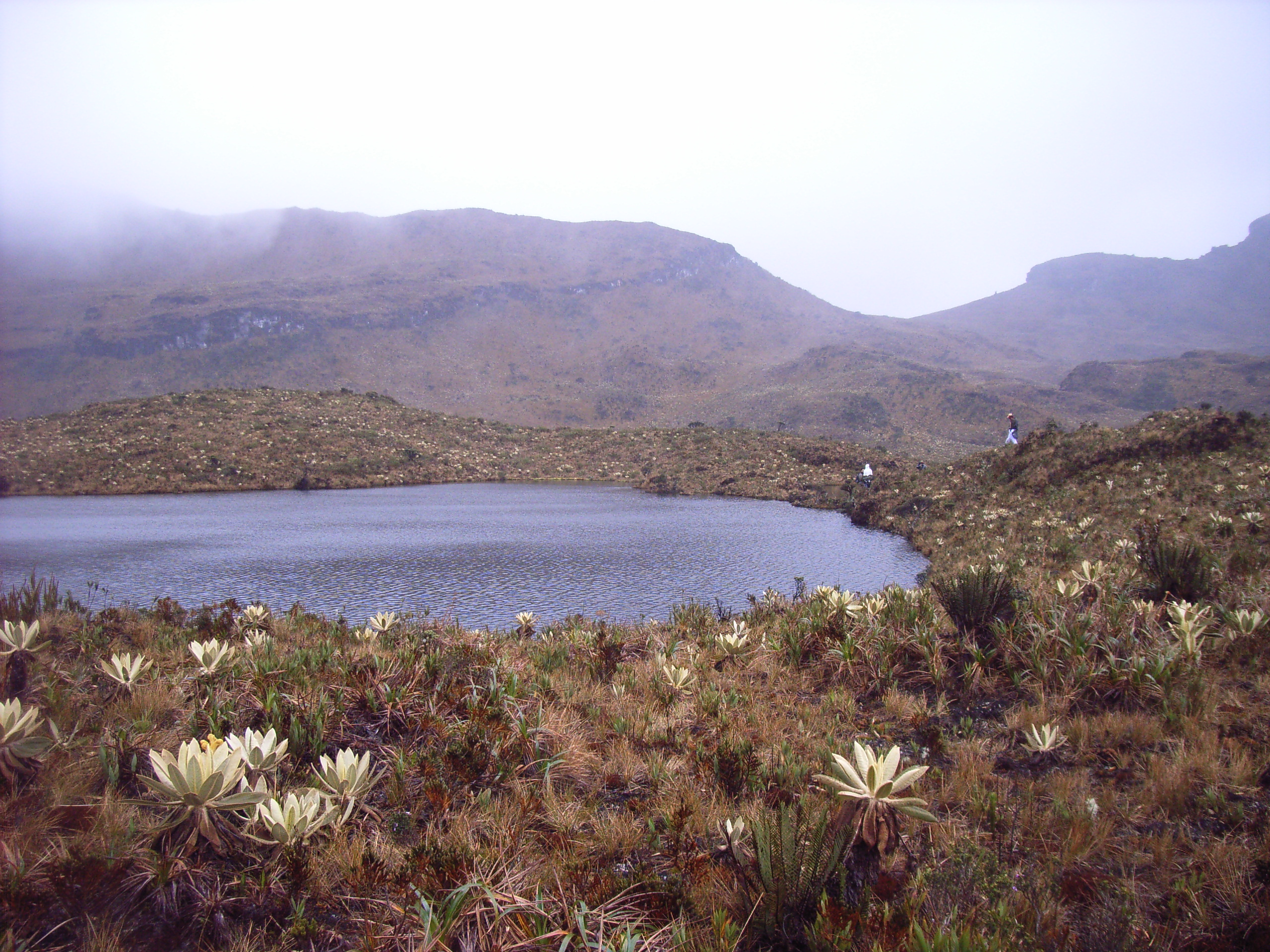
Macizo Colombiano. Laguna Las Reginas en el Páramo de las Papas.

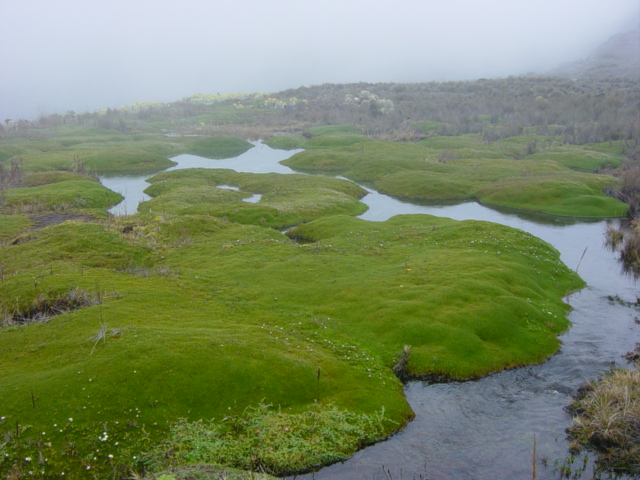
Nacimiento de ríos en el Nevado de Santa Isabel.

### Macizo colombiano
El Macizo Colombiano, también conocido como Nudo de Almaguer cubre un área de 326.823,7 km² que comparten los departamentos de Cauca, Huila, Nariño, Putumayo, Tolima y Caquetá. Es el principal productor de agua dulce en Colombia donde nacen los ríos Magdalena, Cauca, Patía y Caquetá.
El Macizo Colombiano es considerado por la Unesco como una de las Reservas Mundiales de la Biosfera.
Posee 65 lagunas entre las que se encuentran El Buey (64 ha), San Rafael (26,5 ha), Los Andes (24,7 ha), San Patricio (20,2 ha), Santiago (12,2 ha), La Magdalena (7,2 ha), Cuasiyaco (6.2 ha) y Rionegro (3.5 ha) y más de 15 páramos: Barbillas, Las Papas, Coconucos, Yunquillo, Moras, El Letrero, Santo Domingo, Delicias, Guanacas, Bordoncillo, Cutanga, Paletará y Doña Juana. Esta región alberga cerca de 15 páramos que cubren 257.000 ha con vegetación endémica de bosque altoandino (1.350.000 ha) y reductos de Bosques de Niebla.

### Nudo de los Pastos
El Nudo de los Pastos se encuentra al sur del departamento de Nariño, cerca al borde con Ecuador y donde se inicia la región Andina de Colombia, con sus derivaciones Occidental y Central. En el Nudo de los Pastos nacen los ríos Putumayo y Mira, así como algunos afluentes del río Patía. También contiene una de las lagunas más grandes de Colombia; la Laguna de la Cocha, ubicada a 2760 m de altura, cuenta con un área de más de 40 km² y una longitud de 25 km.

### Cerro de Santamarta
Localizado en la cordillera Oriental con una altura de 3900 m s. n. m., de él nacen los ríos San Juan, el San Juan antioqueño y el Risaralda, así como también algunos afluentes del Atrato.

### Nudo de Paramillo
Se encuentra entre los departamentos de Antioquia y Córdoba; es allí donde la cordillera Occidental se divide en tres ramales hacia la costa Atlántica (serranías de Abibe, San Jerónimo y Ayapel), formando los ríos Sinú, León, San Jorge y Riosucio.

### Páramo de Sumapaz
Se encuentra en la cordillera Oriental, al sur del Departamento de Cundinamarca. Forma varios afluentes de los ríos Meta y Guaviare, así como los ríos Cabrera y Sumapaz afluentes del Magdalena. Al norte de este se encuentra el Páramo de Guachaneque, norte del departamento de Cundinamarca y donde nacen los ríos de Bogotá, Upía, Sogamoso, Blanco, Guatiquía, Negro y Opón.

### Páramo de Guachaneque
También llamado estrella del altiplano oriental. Está ubicado en la cordillera Oriental y allí nacen el río Bogotá, Upía, Blanco, Guatiquía, Negro, Opón y otros.

### Nudo de Santurbán
En el Nudo de Santurbán (lugar de la Cordillera Oriental donde nace la Sierra de Mérida, que se dirige hacia Venezuela), región de los Santanderes nacen los ríos Zulia, Lebrija y otros afluentes de los ríos Catatumbo y Arauca.

### Sierra Nevada de Santa Marta
En el sistema independiente de la Sierra Nevada de Santa Marta nacen los ríos Cesar, Ranchería, Aracataca, Fundación y Ariguaní entre otros afluentes de estos en su mayoría como el río Guatapurí. Estos ríos desembocan también principalmente al mar Caribe, complejos cienagueros como Ciénaga Grande de Santa Marta o el río Magdalena. Los picos nevados se encuentran a 42 km de las playas del mar Caribe. En total la Sierra Nevada es la fuente de 35 cuencas hidrográficas.

## Lagunas

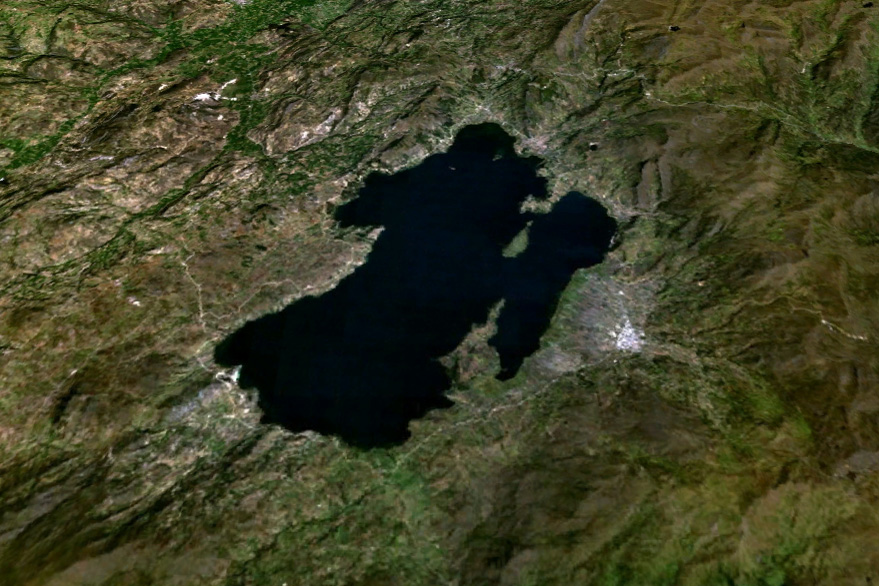
Foto satelital de la Laguna de Tota en Boyacá.

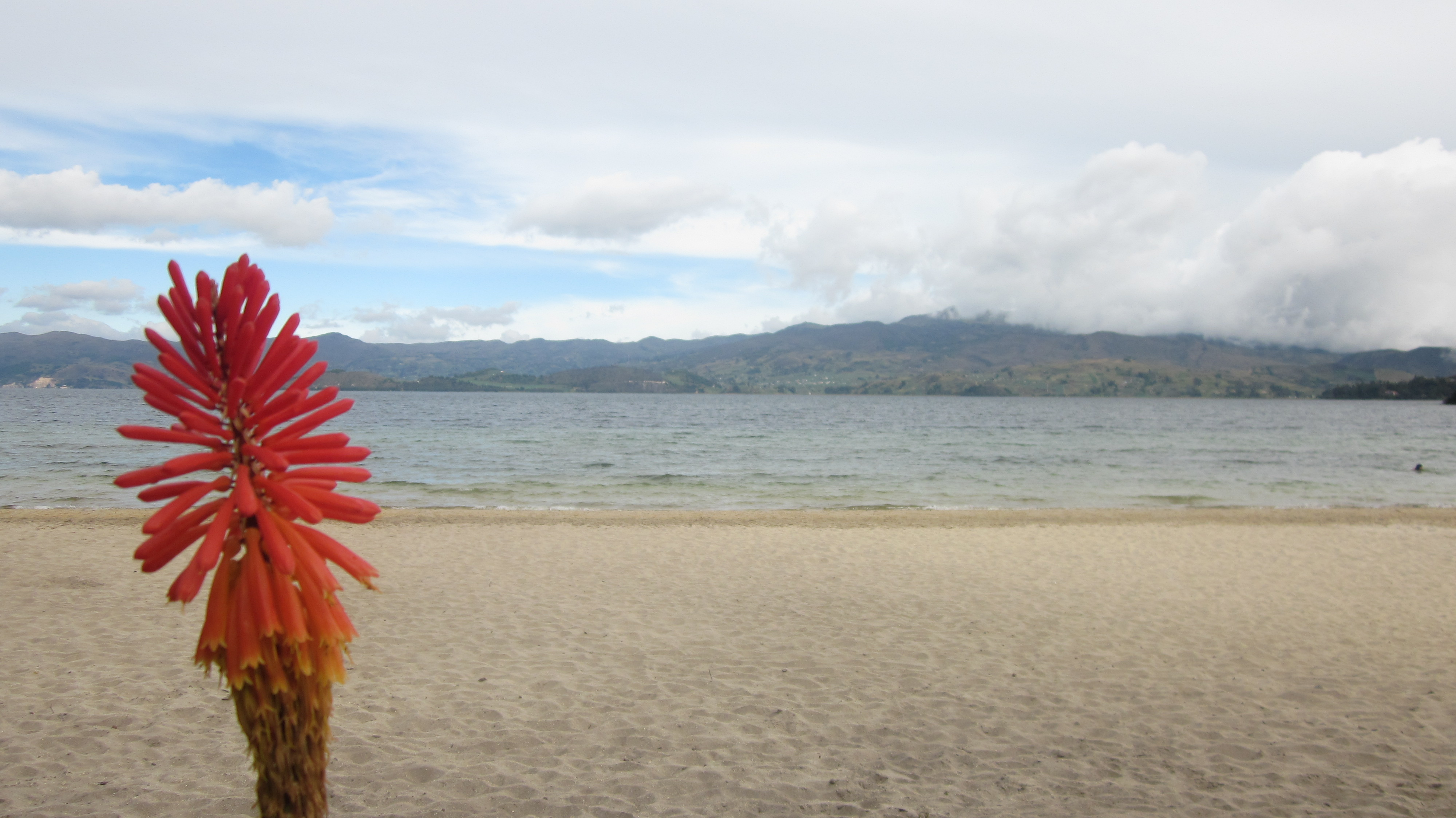
Playa Blanca en la Laguna de Tota.

Colombia no tiene lagos propiamente dichos. Por su extensión los depósitos de agua de las montañas andinas, solo son lagunas. Las de mayor tamaño son: Tota, situada a 3115 m en Boyacá, La Cocha, a 2660 m de altura en Nariño. En Cundinamarca se halla la laguna de Fúquene. Otras de gran importancia son las lagunas de Suesca y la de Guatavita.

### Lagunas naturales más grandes de Colombia
| Nombre             | Municipio                      | Departamento         | Área (en km²) | Volumen (hm³) |
| Laguna de Tota     | Aquitania, Tota, Cuítiva       | Boyacá               | 70,00         | 2500          |
| Laguna de la Cocha | Pasto                          | Nariño               | 40,40         | 1354          |
| Laguna el Sonso    | Buga                           | Valle                | 14,10         | 145           |
| Laguna de Fúquene  | Fúquene , Ubaté , Chiquinquirá | Cundinamarca, Boyacá | 6,80          | 90            |
| Laguna Mapiripana  | Puerto Inírida                 | Guainía              | 5,50          | 58            |
| Laguna el Rayado   | Puerto Inírida                 | Guainía              | 5,50          | 52            |
| Laguna la Culebra  | Solano                         | Caquetá              | 5,50          | 47            |
| Laguna del Trueno  | Magüí Payán                    | Nariño               | 4,00          | 30            |
| Laguna Nerete      | San José                       | Nariño               | 2,25          | 29            |
| Laguna la Paya     | Puerto Leguízamo               | Putumayo             | 2,25          | 29            |
| Laguna Cumbal      | Cumbal                         | Nariño               | 2,11          | 27            |
| Laguna Taraira     | Mitú                           | Vaupés               | 10,00         | 27            |
| Laguna Novegal     | San José del Guaviare          | Guaviare             | 4,00          | 26            |
| Laguna Macasabe    | Puerto Inírida                 | Guainía              | 4,00          | 26            |
| Laguna Cumaral     | Puerto Inírida                 | Guainía              | 4,00          | 26            |
| Laguna Arrecifal   | Puerto Inírida                 | Guainía              | 4,00          | 26            |
| Laguna Carimagua   | Puerto Gaitán                  | Meta                 | 2,00          | 25            |
| Laguna San Rafael  | La Plata                       | Huila                | 1,75          | 21            |
| Laguna La Tabla    | San Rafael                     | Antioquia            | 1,75          | 21            |
| Laguna la Rompida  | Puinabes                       | Vichada              | 8,40          | 20            |

### Mayores embalses
| Nombre                | Municipio                                                            | Departamento    | Área (en km²) | Volumen (hm³) |  |
| Embalse del Guájaro   | Repelón, Luruaco, Manatí y Sabanalarga                               | Atlántico       | 160           | 400           |  |
| Embalse del Guavio    | Ubalá                                                                | Cundinamarca    | 150           | 950           |  |
| Represa de Betania    | Yaguará, Hobo, Campoalegre                                           | Huila           | 70            | 195           |  |
| Embalse del Calima    | Darién y Restrepo                                                    | Valle del Cauca | 70            | 581           |  |
| Embalse la Esmeralda  | Macanal, Chivor y Almeida                                            | Boyacá          | 12,8          | 780           |  |
| Embalse de La Copa    | Toca                                                                 | Boyacá          | 9,0           | 73            |  |
| Embalse Peñol-Guatapé | El Peñol, Guatapé y San Rafael                                       | Antioquia       |               | 107           |  |
| Represa de Chingaza   | La Calera                                                            | Cundinamarca    | 5,37          | 220           |  |
| Lago Sochagota        | Paipa                                                                | Boyacá          | 1,8           | 48            |  |
| Riogrande II          | Santa Rosa de Osos, Entrerríos, San Pedro de los Milagros, Donmatías | Antioquia       | 11            |               |  |

### Cascadas más altas de Colombia
| Nombre                          | Altitud (m) | Río                  | Departamento | Coordenadas                 |
| Salto de la Chorrera            | 590         | Quebrada La Chorrera | Cundinamarca |                             |
| Salto de Guadalupe              | 550         | Río Guadalupe        | Antioquia    |                             |
| Salto de Bordones               | 400         | Río Bordones         | Huila        | 2°00'47.6" N, 76°10'05.6" O |
| Salto de Candelas               | 300         | Río Cusiana          | Boyacá       | 5°25'22.4" N, 72°42'06.9" O |
| Salto de Aures                  | 300         | Río Aures            | Antioquia    |                             |
| Salto de Mortiño                | 200         | Quebrada Mortiño     | Huila        | 1°52'36.8" N, 76°12'11.7" O |
| Salto de Juan Curí              | 200         | Quebrada Juan Curí   | Santander    |                             |
| Salto Chorrolato                | 200         | Quebrada El Hato     | Antioquia    |                             |
| Salto del Tequendama            | 185         | río Bogotá           | Cundinamarca | 4°35'53.6" N, 73°57'35.9" O |
| Salto de la Candelaria          | 150         | Quebrada Candelaria  | Huila        |                             |
| Cascada El Sutú                 | 150         | Quebrada Sutú        | Risaralda    |                             |
| Salto Maragato                  | 110         | Quebrada Maragato    | Nariño       |                             |
| Salto de Santo Domingo o Iriaca | 106         | Río Zanza            | Meta         |                             |
| Salto del Buey                  | 100         | Río Buey             | Antioquia    |                             |
| Cascada de los Caballeros       | 100         | Quebrada Calabazas   | Santander    |                             |
| Cascada de las Lajas            | 100         | Quebrada Amarilla    | Nariño       |                             |
| Salto del Nus                   | 100         | Río Nus              | Antioquia    |                             |
| Cascadas de Canoas              | 70          | Caño Canoas          | Meta         |                             |
| Cascada Las Brisas              | 65          | Río Verde            | Quindío      |                             |
| Cascada de Sueva                | 50          | Río Sueva            | Cundinamarca |                             |
| Cascada La Algarroba            | 50          | Quebrada Algarroba   | Casanare     |                             |
| Salto El Chispero               | 50          | Río Tenche           | Antioquia    |                             |
| Salto del Tequendamita          | 21          | Quebrada La Chuscala | Antioquia    | 6°04′56″ N, 75°28′33″ O     |

## Riqueza hídrica de Colombia comparada con otros países
Por volumen de agua por unidad de superficie Colombia ocupaba el cuarto lugar en el mundo después de Rusia, Canadá y Brasil hasta 1990. Esto representaba 60 litros por km², lo que era seis veces mayor que el rendimiento promedio mundial y tres veces el de Suramérica. Sin embargo, siete años después la riqueza hídrica de Colombia cayó significativamente pues en 1996 Colombia pasó a ocupar el puesto 17 a nivel mundial en volumen de agua por unidad de superficie.
Una de las razones que han causado este problema ambiental es la tala indiscriminada de árboles. Se calcula que cada seis meses desaparece un río en Colombia debido a la deforestación.